# تان هونگ، بس گیانگ
تان هونگ، بس گیانگ (به لاتین: Tân Hưng, Bắc Giang) یک منطقهٔ مسکونی در ویتنام است که در استان باک گیانگ واقع شده‌است.